# Plocaederus pisinnus
Plocaederus pisinnus is een keversoort uit de familie van de boktorren (Cerambycidae). De wetenschappelijke naam van de soort werd voor het eerst geldig gepubliceerd in 1975 door Martins & Monné.